# Pico da complexidade
O pico da complexidade é o conceito de que as sociedades humanas abordam problemas adicionando complexidade social e económica, mas esse processo está sujeito a retornos marginais decrescentes. Adicionar complexidade adicional imporá encargos crescentes a essas sociedades, tornando-as mais vulneráveis a ameaças externas.

## Origem e Definições
Não está claro quem cunhou o termo pela primeira vez. O primeiro uso publicado do termo pode ter sido feito por Christopher Burr Jones, no contexto das alterações climáticas, em 2019, embora o termo já tivesse sido usado online antes disso. O elemento "pico" refere-se por analogia ao pico do petróleo e ao pico dos minerais, embora as comparações não sejam exatas. O conceito é creditado a Joseph Tainter, que argumentou que as civilizações antigas entraram em colapso porque encontraram retornos marginais decrescentes na complexidade. Tainter, no entanto, não usou o termo pico de complexidade.
Melia define o pico da complexidade como: "os retornos marginais decrescentes e a proliferação de consequências não intencionais do aumento da complexidade social ou técnica".
Esta definição aplica-se ao processo e não ao momento do pico, que pode ou não ser atingido.

## Evidências do pico da complexidade nas sociedades modernas
Quer usem o termo específico ou não, vários escritores produziram evidências para apoiar a visão de que a crescente complexidade das sociedades globalizadas modernas está: se a tornar menos eficaz na resolução de problemas e/ou a produzir consequências não intencionais que sobrecarregam essas sociedades de diferentes maneiras.
Embora o trabalho original de Tainter se preocupasse principalmente com civilizações antigas, ele e outros pesquisaram posteriormente o que chamam de retornos marginais decrescentes sobre inovação. Ao analisar uma base de dados de pedidos de patentes dos EUA, eles mostraram que, ao longo do tempo, são necessários mais autores para produzir cada nova patente e que o impacto de cada nova patente tem, em média, diminuído ao longo do tempo.
Dekker mostra como a crescente complexidade dos sistemas económicos torna-os mais vulneráveis à rutura. Este ponto foi levantado por ele e outros como contribuintes para a crise financeira de 2007-2008.
Melia aponta para evidências de diminuição da satisfação com os serviços ao cliente de grandes organizações, particularmente no tratamento de reclamações. Estes problemas são causados pela sobrecarga de informações e pela incapacidade dos funcionários de compreender e corrigir os erros causados pelos sistemas das organizações.

## Razões para o pico da complexidade
Para Tainter, a complexificação decorre da necessidade das sociedades de resolverem problemas. Os primeiros problemas encontrados pelas sociedades antigas incluem como cultivar alimentos e protegê-los para sustentar populações crescentes. Esse processo leva à especialização do trabalho e à inovação tecnológica. Inicialmente produz resultados positivos, por isso o processo continua mesmo quando começa a produzir mais problemas.
Psicólogos identificaram um viés cognitivo conhecido como viés aditivo, que pode explicar porque as sociedades humanas tendem a complexificar-se ao longo do tempo. Klotz publicou uma série de experiências laboratoriais demonstrando como os sujeitos confrontados com um problema têm mais probabilidades de o resolver através da adição do que da subtração, mesmo quando a subtração produziria um melhor resultado.